# Бьянки, Габриеле
Габриеле Бьянки (итал. Gabriele Bianchi; 27 августа 1901, Верона — 8 октября 1974, Мирано) — итальянский композитор.
Учился в Пармской консерватории у Гильельмо Дзуэлли и Франческо Малипьеро, в 1924 г. начал преподавать там же, годом позже перешёл в Венецианскую консерваторию (здесь у него, в частности, некоторое время учился Бруно Мадерна). На рубеже 1920-30-х гг. приобрёл определённую известность благодаря сказочной опере «Сореджина» (либретто Диего Валери, 1928, театр Ла Фениче), и Концерту для оркестра, получившему первую премию на конкурсе Венецианской биеннале в первый год включения в её состав музыкальной программы (1930). Во второй половине 1930-х гг., однако, музыка Бьянки критиковалась националистически настроенной музыкальной критикой как «недостаточно средиземноморская и итальянская» по своему характеру. В 1940-е годы в творчестве Бьянки преобладали камерные сочинения, часто с участием вокала: «Пять песен на фриульские народные слова» (1940), Армянские песни для меццо-сопрано, флейты, альта и арфы (1947) и др.
В послевоенные годы карьера Бьянки сопровождалась рядом успехов. За «Олимпийский гимн» (итал. Inno Olimpionico) Бьянки в 1948 г. был удостоен бронзовой медали в Конкурсе искусств на XIV Олимпийских играх в Лондоне (номинация «вокальная музыка») — золотая и серебряная медали в этой номинации не были присуждены. Концерт для флейты с оркестром (1953) был впервые исполнен выдающимся флейтистом Северино Гаццелони.
В 1955—1960 гг. директор Триестской консерватории, в 1960—1971 гг. возглавлял Венецианскую консерваторию.